# 安茹王朝
安热尔热王朝（英語：House of Ingelger），通稱安茹王朝（英語：House of Anjou），是源於布列塔尼地區的一個貴族家族，家族名稱的起源是870年，安熱爾熱一世被西法蘭克國王禿頭查理封為安茹子爵，以安茹作為根據地而得名。安茹家族由安茹一座小城開始，逐步透過聯姻和征服，獲取了廣大領地。英格兰国王亨利二世和耶路撒冷国王鮑德溫三世皆出自此家族。1174年，安茹家族領地包括英格蘭和法國西部，達到最大化，被稱為安茹帝國。

## 早年
在10世紀，富爾克一世統治的時期，安茹被提升為伯國。家族在富爾克二世時期再度擴張，侵吞了南特和雷恩伯國，並娶了布列塔尼公爵阿兰二世之遺孀阿德萊德，令他們的兒子若弗魯瓦一世對於布列塔尼地區的干涉正當化，並同時向東方擴張，使安茹家族的實力更為強大，但最終被國王羅貝爾二世下令制止，嚴令安茹家族領地不可跨越至羅亞爾河東岸，且必須服從國王號令。若弗魯瓦一世不久後去世，由兒子富爾克三世繼承，富爾克三世在位時期，對布列塔尼和布盧瓦地區出兵，但收穫甚微。富爾克三世在位年間整修軍備，修築城堡，為安茹伯國打下良好的軍事基礎。

## 法國內的軍事擴張
1040年，富爾克三世去世，其子鐵鎚若弗魯瓦為一位中世紀著名軍事家，在位早期即同時與布列塔尼公爵威廉七世、布盧瓦伯爵迪奧波德一世、諾曼第公爵威廉二世作戰，並將他們全部擊敗以報父仇。1042年公然撕毀不得過羅亞爾河的協議，攻打圖爾，引起國王亨利一世警覺並予以干涉，鐵鎚若弗魯瓦對此採取模稜兩可的回答，令亨利一世怒而對其出兵。鐵鎚若弗魯瓦於盧瓦雷大勝亨利一世之軍隊，並轉而南下打敗普瓦捷公國的勤王軍，最終迫使亨利一世割讓旺多姆伯國議和。從此安茹家族之實力日漸強大，其政治、軍事、財政等事務國王不得過問，領地高度自治。鐵鎚若弗魯瓦晚年與亨利一世再度聯盟，並侵攻諾曼第公國，但最終在瓦拉維爾戰役被公爵威廉二世反擊下擊潰。

## 與諾曼王朝結盟
1060年11月14日，鐵鎚若弗魯瓦死時並沒留下兒子，因此由外甥若弗魯瓦三世接任，開始加蒂訥-安茹王朝，但由於若弗魯瓦三世的父親乃是贅婿，因此通常會視作安茹家族的一份子。若弗魯瓦三世反對其舅舅的政策，與周邊國家休戰，將重心放在與阿基坦公爵威廉八世的戰事上。1063年若弗魯瓦三世兼併曼恩伯國，同年與諾曼第公爵威廉二世結盟，將曼恩伯國透過威廉二世轉封予威廉長子羅貝爾。1064年，因縱兵洗劫圖爾主教座堂，被教宗科以絕罰，同年參加布列塔尼-諾曼戰爭，若弗魯瓦三世在位期間，是威廉一世堅定的盟友，並支援威廉二世登陸英格蘭。但威廉二世在1066年加冕為英王威廉一世後，若弗魯瓦三世並沒有得到承諾的回報。

## 金雀花王朝成立
1067年，若弗魯瓦三世弟弟富爾克四世起兵造反，安茹家族一度中衰，富爾克四世還將富裕的加蒂訥割讓給國王腓力一世，令安茹家族實力再一次受到打擊，加上其長子若弗魯瓦四世在1106年的以共治權再度叛變，內戰使安茹家族進一步衰落，安茹家族從此失去大諸侯地位。在家族長達二十年的衰落後，1131年，其子富爾克通過聯姻獲得耶路撒冷王國頭銜，並將家族分家，由長子若弗魯瓦五世承繼安茹領地，開創金雀花王朝。

## 耶路撒冷國王
富爾克去世後，其次子鮑德溫三世年幼，因此便由其妻梅利桑德攝政，並於第二次十字軍東征中依靠法國十字軍的庇護下得以阻礙周邊穆斯林的進攻。並於1152年親政後向法蒂瑪王朝進攻，在阿什凱隆圍城戰收服阿什凱隆，並在1160年同時與贊吉王朝作戰。同時大敗兩大伊斯蘭王朝，開疆拓土。贊吉王朝蘇丹努爾丁悼念鮑德溫三世時說：「我們將分享他們的悲痛，同樣感到無比惋惜，因為他們失去了一位不世出的絕代英主。」阿馬爾里克繼承無嗣而終的兄長王位，他打算興兵攻滅混亂中的法蒂瑪王朝，在出兵埃及期間，慘敗於薩拉丁指揮下的穆斯林聯軍。耶路撒冷王國自此急劇衰落，其子鮑德溫四世即位時，面對的是統合了利比亞、埃及、漢志、領敘利亞和伊拉克北部的阿尤布王朝。鮑德溫四世在即位早期即對薩拉丁採取溫和態度，然而1177年，薩拉丁仍然興兵進犯耶路撒冷，最終在蒙吉薩戰役中，薩拉丁被擊敗，退回埃及。鮑德溫四世與薩拉丁及後作戰未曾勝利，僅維持了局面不致失控。1185年3月16日，鮑德溫四世去世，耶路撒冷安茹家族絕男嗣，鮑德溫四世之姐西比拉於1190年去世後，耶路撒冷安茹家族絕女嗣。